# Æthelheard
Æthelheard (což zhruba znamená „Vznešený tvrdý“), též Ethelheard nebo Æþelheard (narozen ?, zemřel 740) byl anglosaský král Wessexu (v letech 726–740). Jeho původ je nejasný (pozdější zdroje ho nazývají bratrem královny-válečnice Æthelburgy, choti krále Inea) a je patrně prvním králem Wessexu, který nepocházel z rodu Cerdikovců (s výjimkou krátké vlády mercijského krále Pendy nad Wessexem v letech 645–648). Byl ženatý s Frithugythou, jejíž původ je neznámý. Æthelheardovy potomky tradice nezachovala. Král Æthelheard zemřel kolem roku 740 a patrně jeho příbuzný Cuthred se stal jeho nástupcem.

## Uchvácení trůnu
Když král Ine v roce 726 abdikoval a odešel na pouť do Říma, nezanechal jednoznačného dědice a podle Bedy Ctihodného jednoduše ponechal své království „mladším mužům“. Po jeho odchodu se do sporu o nástupnictví dostali Æthelheard a jeho rival ætheling Oswald. Oswaldův nárok byl patrně oprávněnější, neboť Anglosaská kronika ho nazývá potomkem dřívějšího krále Ceawlina. Æthelheard nakonec získal navrch patrně díky pomoci mercijského krále Æthelbalda, jehož vazalem se Æthelheard posléze stal. Nezdá se však, že by Æthelheardova závislost na Mercii bránila Æthelbaldovi, aby v roce 733 převzal rozsáhlá území od Wessexu včetně královského panství Somerton v současném hrabství Somerset a aby udělil půdu na severu Somersetu a Wiltshiru svým příznivcům. Pretendent Oswald zemřel kolem roku 730.

## Vláda
Wessex se ocitl v době Æthelheardova panování v období slabosti.
Z této doby se některé dokumenty zachovaly v opisech. V roce 729 darovali král Æthelheard a regina („královna“) Frithugyth velké majetky v Pouholtu (nyní Polden Hills v současném hrabství Somerset) opatu Cengislovi a opatství v Glastonbury.
Mercijský král Æthelbald vpadl v roce 733 do Wessexu a obsadil části současného hrabství Somerset a královské sídlo v Somertonu. Král Æthelheard musel uznat jeho nadvládu a zdá se, že ho doprovázel na válečných výpravách proti Walesu. Listina vydaná králi Æthelbaldem a Æthelheardem mezi lety 726 a 737 potvrzující dar půdy u Wacenesfeld (Watchfield v současném distriktu Vale of White Horse) a Geenge (Ginge Brook v současném hrabství Berkshire) pro minster sv. Marie v Abingdonu je pravděpodobně pozdějším padělkem.
V roce 737 darovali Æthelheard a Frithugyth několik malých pozemků v Tantunu (Taunton), Cearnu (pravděpodobně Charmouth v současném hrabství Dorset) a Wiðiglea (Withiel Florey v současném hrabství Somerset) kostelu sv. Petra a Pavla ve Winchesteru.
Podle Anglosaské kroniky Æthelheardova manželka Frithugyth vykonala pouť do Říma v roce 737 ve společnosti sherbornského biskupa Forthhera.
V roce 739 převedl král Æthelheard na biskupa Forthhera půdu v Creditonu (v současném hrabství Devon), aby měl prostředky na stavbu kláštera („monasterium“ nebo „minster“), který by pečoval a šířil římskou verzi křesťanství vycházející z Canterbury oproti keltské variantě, která se šířila z Walesu a současného hrabství Cornwall a která byla rozšířená i v Devonu. Tento dar později potvrdil král Æthelstan (924–939).
Po úmrtí Æthelhearda ho nahradil Cuthred, možná jeho bratr nebo jiný příbuzný.